# Quách Đài Minh
Quách Đài Minh hay Terry Gou ^  (sinh ngày 18 tháng 10 năm 1950) là một doanh nhân, tỷ phú người Đài Loan, nhà sáng lập kiêm chủ tịch và tổng giám đốc của Foxconn. Foxconn là nhà sản xuất thiết bị điện tử theo hợp đồng lớn nhất thế giới, với các nhà máy ở một số quốc gia, chủ yếu ở Trung Quốc đại lục, tại đây có 1,2 triệu nhân công và là nhà xuất khẩu và đơn vị tuyển dụng người lao động lớn nhất toàn cầu.

## Tiểu sử
Năm 1949, cha mẹ ông theo chính phủ Quốc dân đảng từ Trung Quốc đại lục đến Đài Loan:18:26 Ngày 18 tháng 10 năm 1950, ông được sinh ra tại ngôi miếu có tên Cung Tư Huệ (板橋慈惠宮) thờ Thiên Hậu Thánh mẫu.
Năm ông lên 4, người cha làm tại đồn cảnh sát Bản Kiều, huyện Đài Bắc (nay là quận Bản Kiều, Tân Bắc) vì ký túc xá của đồn cảnh sát chưa được xây dựng nên cả gia đình sống ở cánh đông của miếu Cung Tư Huệ.
Năm ông 13 tuổi, người cha được chuyển đến làm ở đường Trung Vĩnh Hòa và chuyển đến ký túc xá của cảnh sát quận Vĩnh Hòa.，Quách Đài Minh đã sống ở Cung Tư Huệ trong 9 năm.:18:26
Năm 5 tuổi, Quách Đài Minh học trường mẫu giáo trực thuộc trường tiểu học Bản Kiều thành phố Tân Bắc (新北市立板橋國小)，học tiểu học tại trường Bộ Càn (板橋國民學校埔墘分校), là học sinh đầu tiên của cơ sở Bộ Càn, và sau đó được chuyển đến trường Bản Kiều do công việc của cha:29, rồi vào trường trung học Bản Kiều (臺灣省立板橋中學) Năm 1966, ông vào học tại Cao đẳng Hàng hải Trung Quốc khi đó mới thành lập (nay là Học viện kĩ thuật Hải dưong Đài Bắc).:6

## Sự nghiệp
Thời đi học, ông đã làm việc trong các nhà máy cao su, nhà máy sản xuất đá mài và nhà máy dược phẩm để trang trải học phí. Ngày 20 tháng 2 năm 1974, Quách Đài Minh nhận được khoản trợ cấp 200.000 Đài tệ từ mẹ để vay tín dụng từ quỹ tiết kiệm tương hỗ (mutual aid association). Một nửa dùng cho việc cưới xin, nửa còn lại liên doanh với bạn bè thành lập "Hon Hai Plastics" với số vốn 300.000 Đài tệ để sản xuất nhựa thành phẩm. Năm sau do kinh tế suy thoái và thiếu kinh nghiệm nên đã tiêu hết số vốn 300.000 Đài tệ, các cổ đông của liên doanh ban đầu lần lượt rút lui nên ông đã vay bố vợ 700.000 Đài tệ để mua toàn lại bộ công ty và đổi tên thành "Hon Hai Industrial." Vốn của công ty đã được tăng lên 500.000 Đài tệ và tham gia vào việc sản xuất các núm TV đen trắng.
Năm 1981, Hon Hai đã phát triển thành công sản phẩm đầu nối máy tính cá nhân, từ đó chuyển đổi việc sản xuất các đầu nối máy tính cá nhân. Năm 1982, công ty đổi tên thành "Hon Hai Precision" với số vốn là 16 triệu Đài tệ. Quách Đài Minh đã một mình sang Mỹ để có được đơn đặt hàng đầu tiên tại đây cho Hon Hai, thương lượng đầu tiên là công ty con Lucent của AT&T ở New Jersey. Hon Hai thành lập chi nhánh tại Hoa Kỳ năm 1985. Hon Hai bắt đầu đầu tư vào Trung Quốc đại lục vào năm 1988. Kể từ đó, hãng đã lập các chi nhánh ở Hồng Kông, Châu Âu, Nhật Bản, Ấn Độ và Nam Mỹ.
Ngày 18 tháng 6 năm 1991, Hon Hai đã niêm yết chứng khoán tại Đài Loan. Năm 2001, Hon Hai vượt qua TSMC với doanh thu 174,8 tỷ Đài tệ và trở thành công ty tư nhân lớn nhất Đài Loan. Năm 2005, doanh thu của Hon Hai vượt ngưỡng 1 nghìn tỷ Đài tệ, vượt qua công ty quốc doanh PetroChina, trở thành công ty lớn nhất ở Đài Loan.
Năm 2009, Innolux, một công ty con của Hon Hai, sáp nhập với Chi Mei Electronics. Năm 2014, Hon Hai đầu tư vào Asia Pacific Telecom, bước chân vào ngành dịch vụ viễn thông của Đài Loan.
Năm 2016, Hon Hai và Sharp Corporation thành lập liên minh chiến lược, Hon Hai nắm giữ 66% cổ phần và trở thành cổ đông lớn nhất.
Vào ngày 21 tháng 6 năm 2019, Lưu Dương Vỹ (劉揚偉) kế nhiệm Quách Đài Minh làm Chủ tịch Tập đoàn Hon Hai. Ông Quách được bổ nhiệm làm giám đốc của Hon Hai Group. Tính đến tháng 10 năm 2020, cổ phần của Quách Đài Minh tại Hon Hai là 1.342.198 cổ phiếu, với tỷ lệ sở hữu 9,68%.
Theo thông báo mới nhất từ Sở giao dịch chứng khoán Đài Loan, tổng số cổ phiếu nắm giữ cá nhân của ông đối với Hon Hai không thay đổi ở mức 1.342198 cổ phiếu, với tỷ lệ sở hữu là 9,68%. Nếu mức giá cao nhất của Hon Hai là 116 NDT hiện nay, thì giá trị thị trường của Quách Đài Minh nắm giữ sẽ đạt 155,6 tỷ nhân dân tệ, tăng thêm 6 tỷ nhân dân tệ kể từ tháng 2 năm 2021.

## Gia đình

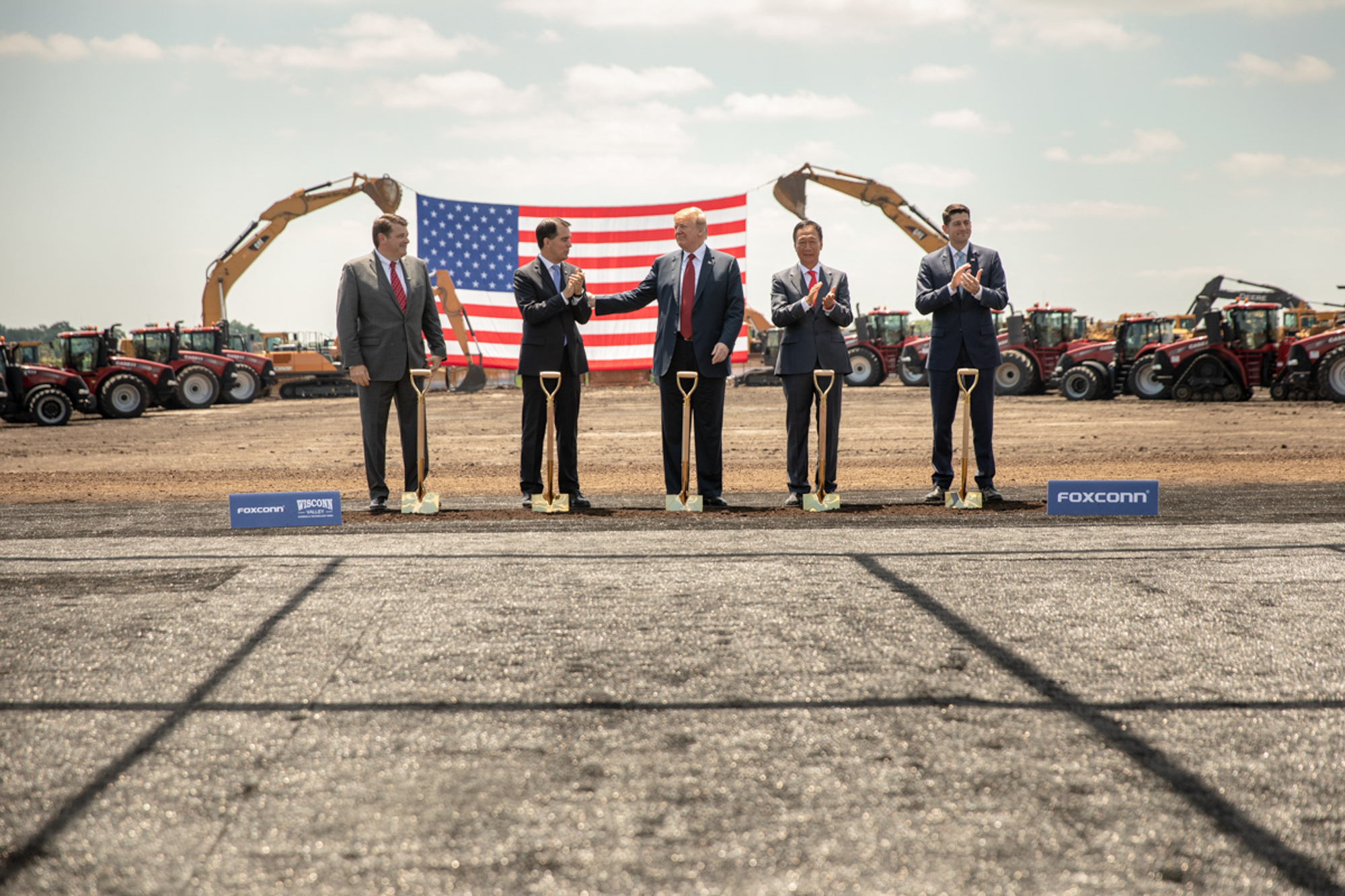
Vào tháng 6 năm 2018, Quách Đài Minh cùng Tổng thống Hoa Kỳ Donald Trump, Chủ tịch Hạ viện Hoa Kỳ Paul Lane và Thống đốc bang Wisconsin Scott Walker đã tham dự lễ khởi công xây dựng Hon Hai ở Wisconsin.

Người vợ đầu của ông là bà Lâm Thục Như (林淑如, Serena Castle), sinh năm 1950 trong gia đình khá giả tại huyện Miêu Lật, Đài Loan, tốt nghiệp trường Dược thuộc trường Đại học Y tế Đài Bắc. Có nhiều thông tin cho rằng bà Lâm Thục Như là con gái của ông trùm truyền thông Lâm Bách Hân và vợ hai, nhưng điều này không chính xác, con gái của tỷ phú Lâm Bách Hân cũng tên Lâm Thục Như nhưng không phải vợ của Quách Đài Minh.
Bà Lâm Thục Như quen biết Quách Đài Minh khi ông còn làm thực tập sinh trong một nhà máy dược phẩm và kết hôn năm 1975. Họ có một con trai Quách Thủ Chính và một con gái Quách Hiểu Linh (sinh năm 1978).
Năm 2000, vợ ông mua lại một lâu đài ở Séc và đặt tên nó là "Lâu đài Serena" theo tên tiếng Anh của bà. Năm 2002, bà được chẩn đoán mắc bệnh ung thư vú. Tháng 3 năm 2005, bà được đưa vào phòng chăm sóc đặc biệt của Bệnh viện Đại học Quốc gia Đài Loan, qua đời vào ngày 12. Quách Đài Minh rất đau buồn chia sẻ: "Ông trời không công bằng với tôi!".
Lúc 10 giờ tối ngày 12 tháng 3 năm 2005, bà Lâm qua đời vì bệnh ung thư vú tại Bệnh viện Đại học Quốc gia Đài Loan ở tuổi 55 và được chôn cất tại nghĩa trang Ái Vật Viên, Tam Hạp, Đài Bắc, Đài Loan..
Em trai ông, Tony Guo qua đời năm 2007 vì bệnh bạch cầu. Cũng trong năm đó, Hsu Ching-wei cáo buộc ông Quách ngoại tình trong thập niên 1990.
Ông tái hôn với biên đạo múa Tăng Hinh Oánh (曾馨瑩; Zēng Xīnyíng; sinh năm 1974) vào ngày 26 tháng 7 năm 2008. Tăng Hinh Oánh sau đó sinh được 3 người con. Quách Đài Minh và vợ cam kết cho đi 90% tài sản.